# Вільниця
Ві́льниця — село в Україні, у Скороходівській селищній громаді Полтавського району Полтавської області. Населення становить 459 осіб. До 2020 орган місцевого самоврядування — Вільницька сільська рада.

## Географія
Село Вільниця знаходиться на березі річки Свинківка, вище за течією примикає село Лисівщина, нижче за течією примикає село Флорівка. Поруч проходить залізниця, станція Кочубеївка за 4 км.

## Історія
12 червня 2020 року, відповідно до розпорядження Кабінету Міністрів України № 721-р «Про визначення адміністративних центрів та затвердження територій територіальних громад Полтавської області», село увійшло до складу Скороходівської селищної громади.
19 липня 2020 року, в результаті адміністративно — територіальної реформи та ліквідації Чутівського району, село увійшло до складу новоутвореного Полтавського району.

## Економіка
- ПП «Вільницьке».

## Об'єкти соціальної сфери
- Школа І-ІІ ст.

## Відомі особистості
В поселенні народився:
- Безотосний Микола Трохимович (* 1941) — український історик.